# 生存家族
《生存家族》是2017年2月11日上映的日本電影及喜劇作品，描述主角一家人試著逃出因為不明原因喪失電力而形同廢墟的東京。劇本、導演為矢口史靖 （页面存档备份，存于）。主演有小日向文世。並且參與第1屆澳門國際影展・競賽項目。

## 概要
從2002年開始構想，並從2003年發生的2003年美加大停電事件得到靈感而拍出本作。
另外鈴木家的孩子們，兒子賢司泉澤祐希以及女兒結衣葵若菜則是經由選秀會出線 。

## 故事大綱
某日電力突然消失，電力，煤氣以及水的運轉全部停止。
住在大都市的主角一家因為住在公寓，因此無法使用電力、氣體燃料和水。只好回到母親的娘家，但因為飛機不能飛，於是一家人只能騎著腳踏車前往鹿兒島。
但在旅行途中，錢幣，貴重物完全派不上用場，只能與其他人以物易物。
一家人騎著腳踏車透過高速公路一路往西的過程中，一邊與許多形形色色的人相會，一邊也在歷經冒險後終於抵達了鹿兒島。

## 演員
鈴木 義之
演 - 小日向文世
上班族。由於原因不明的停電，因此決定帶領一家人離開東京。
鈴木 光惠
演 - 深津繪里
義之的妻子。家庭主婦。
鈴木 賢司
演 - 泉澤祐希
義之的兒子。大学2年級生。
鈴木 結衣
演 - 葵若菜
義之的女兒。高中1年級生。
齋藤 敏夫
演 - 時任三郎
與鈴木家在濱松市相遇，並且擅長戶外生活的齋藤家之父。
齋藤静子
演 - 藤原紀香
敏夫之妻。
齋藤涼介
演 - 大野拓朗
敏夫・靜子的長男。
齋藤翔平
演 - 志尊淳
敏夫・静子的次男。
古田 富子
演 - 渡邊惠里
米店老闆。用以物換物的方式與客人交換米、食物和水。
高橋 亮三
演 - 宅麻伸
義之的同學和同事。在停電以後，比義之更早一步帶領家人離開東京。
佐佐木 重臣
演 - 柄本明
光惠之父。住在鹿兒島吹上濱附近。興趣是在附近的海邊釣魚，並在家庭菜園中種菜，有時會將收穫的蔬菜和魚寄給鈴木家。
田中 善一
演 - 大地康雄
住在岡山的豬農。提供鈴木一家餐宿，但代價是必須替他抓到逃跑的豬隻。
中村 里美
演 - 松浦雅
賢司暗戀的對象，也是同個大學的學生。
其他演員
- 菅原大吉
- 德井優
- 桂雀雀
- 森下能幸
- 田中要次
- 有福正志
- 左時枝
- 五十嵐信次郎

## 工作人員
- 原案、劇本、導演：矢口史靖
- 主題歌：「Hard Times Come Again No More」
  - 歌：SHANTI
  - 編曲、製作：ミッキー吉野
- 製作：石原隆，市川南，永井聖士
- 執行製作人：桝井省志
- 企画：臼井裕詞，上田太地，小島伸夫，小形雄二
- 製作人：小川英洋，土本貴生，堀川慎太郎
- 劇本協助：矢口純子
- 攝影：葛西誉仁
- 照明：豊見山明長
- 美術：中澤克巳
- 裝飾：西渕浩祐
- 錄音、整音：滝澤修
- 整音：郡弘道
- 音響効果：岡瀬晶彦
- 音樂：野村卓史
- 編集：宮島竜治
- VFX監督：石井教雄
- 助理導演：片島章三
- 製作担当：島根淳
- 專案經理：前村祐子
- 製作：富士電視台、東宝、電通、Altamira Pictures
- 企画、製作企劃：Altamira Pictures
- 發行：東宝

## 取景地
本片不使用攝影棚和特效，全程都在外地取景拍攝，攝影地以仙台市、山口縣為中心，並且包括大阪、神戶、靜岡、千葉、橫濱、羽田機場等日本国内各地，取景地的總移動距離突破約1萬公里。
仙台被設定為鈴木一家居住的東京郊外，並且在該市內太白區市営住宅、仙台南環狀線（鉤取寺前）、青葉區的 東北学院大学土樋校區，若林區的卸町通等地取景，為了拍攝山口縣中重要的場景之一「在無車的高速公路上騎著腳踏車」，於是在山口縣警方的協助下，將山口宇部道路以及宇部灣岸道路暫時封鎖以進行拍攝工作其他方面，還在山口縣內各地進行拍攝。作中登場的蒸汽火車則使用到SL山口号。另外也在神戶市立須磨海浜水族館、通天閣、天竜川等地進行攝影。

## 網站故事
伴隨著電影上映的原創企劃，分別由電影中的兒子泉澤祐希主演的「生存男孩」以及由電影中的女兒葵若菜主演的「生存女孩」2部外傳影片，並於2017年2月15日在日本電影專門頻道播放 。2部影片也都收錄在生存家族藍光版中。
- 生存男孩
  - 劇本・導演：矢口史靖
  - 演出：泉澤祐希
- 生存女孩
  - 劇本・導演：片島章三
  - 演出：葵若菜

## 備註
1. 1 2 3  . 映画.com. 2016-07-15  [2016-07-24]. （原始内容存档于2020-11-08）.
2. ↑  . シネマトゥデイ. 2016-11-24  [2016-11-25]. （原始内容存档于2016-11-26）.
3. ↑  . 映画.com. 2016-12-14  [2016-12-14]. （原始内容存档于2018-06-17）.
4. 1 2  . SANSPO.COM. 2016-07-15  [2016-07-24]. （原始内容存档于2018-08-17）.
5. ↑  . 河北新報. 2017-02-07  [2017-03-09]. （原始内容存档于2017年3月12日）.
6. ↑  . 山口宇部經濟新聞. 2017-02-13  [2017-03-09]. （原始内容存档于2018-06-16）.
7. ↑  「生存家族 劇場用小冊子」
8. ↑  . 神戶新聞. 2017-02-11  [2017-03-11]. （原始内容存档于2017年9月15日）.
9. ↑  . 日本電影專門頻道.   [2017-01-27]. （原始内容存档于2017-02-02）.

## 外部連結
- 官方网站
- 生存家族的X（前Twitter）